# František Filipovský
František Filipovský, né le 23 septembre 1907 à Přelouč et mort le 26 octobre 1993 à Prague, est un acteur tchécoslovaque.

## Biographie
František Filipovský était le doubleur de Louis de Funès en Tchécoslovaquie, et Louis de Funès déclara à son sujet qu'il était son meilleur comédien de doublage, certains fans tchèques n'hésitant pas à préférer sa voix à l'original. Encore aujourd'hui, la série des Gendarmes reste populaire pour les Tchèques. Et depuis 1995, il existe un Ceny Františka Filipovského (cs)  (« Prix František Filipovský ») récompensant tous les ans le meilleur doubleur du pays.
Avec Jaroslav Marvan (en), il participa à la première émission de télévision tchécoslovaque le 1er mai 1953 
Il joua au Théâtre libéré 

## Galerie

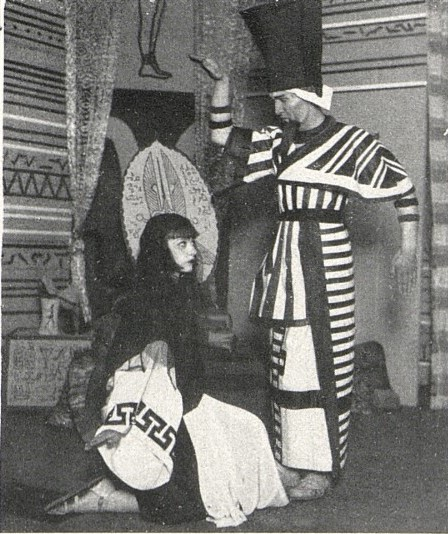
Hana Vítová et František Filipovský au Théâtre libéré en 1932. Photo parue dans Světozor (cs)

## Filmographie partielle
- 1937 : Le monde est à nous de Martin Frič
- 1946 : Le Cadeau
- 1955 : Čert a Káča
- 1956 : Hrátky s čertem de Josef Mach : le diable oublié Karborund
- 1957 : Dobrý voják Svejk de Karel Steklý
- 1962 : Le Grand Chemin
- 1967 : Svatba jako řemen
- 1970 : L'Arche de monsieur Servadac
- 1971 : Monsieur, vous êtes veuve
- 1972 : La Fille sur le balai (Dívka na kosteti) de Václav Vorlíček
- 1975 : Comment noyer le Docteur Mracek ou la fin des ondins en Bohême
- 1976 : Marečku, podejte mi pero!